# (10550) Malmö
(10550) Malmö ist ein Asteroid des Hauptgürtels, der am 2. September 1992 vom belgischen Astronomen Eric Walter Elst am La-Silla-Observatorium der Europäischen Südsternwarte (IAU-Code 809) in Chile entdeckt wurde.
Der Himmelskörper wurde am 20. März 2000 nach der am Öresund gelegenen drittgrößten schwedischen Stadt Malmö benannt.